# Hamed Bakayoko
Hamed Bakayoko (Abidjan, 8 marzo 1965 – Friburgo in Brisgovia, 10 marzo 2021) è stato un politico ivoriano, primo ministro della Costa d'Avorio dal 2020 al 2021.

## Biografia

### Carriera
Ha iniziato a lavorare nel 1990 come giornalista per Radiodiffusion-Télévision Ivoirienne. L'anno successivo ha fondato il giornale Le Patriote, per poi lavorare per la trasmissione radiofonica Nostalgie. Ha lavorato come capo della sezione ivoriana di Radio Nostalgie. Negli anni '90 è stato un membro fondatore del ramo studentesco del Partito Democratico della Costa d'Avorio. Più tardi si unì al Raggruppamento dei Repubblicani.
Tra il 2007 e il 2011 è stato ministro delle nuove tecnologie, dell'informazione e della comunicazione nel governo di Guillaume Soro. Nel 2011 è diventato ministro dell'interno nel governo di Alassane Ouattara, mantenendo tale carica anche nel 2016 nel nuovo governo di Daniel Kablan Duncan. Nel 2017 è diventato ministro della Difesa ivoriano. in un momento in cui l'esercito stava affrontando molti ammutinamenti. Quell'anno, ha lavorato come mediatore nelle trattative con il Togo.
Nel maggio 2020, Bakayoko è diventato primo ministro ad interim in sostituzione di Amadou Gon Coulibaly, spostatosi in Francia per un controllo medico al cuore. Coulibaly tornò il 2 luglio e riprese le sue funzioni, ma morì meno di una settimana dopo, l'8 luglio 2020, quando fu colto da un malore durante una riunione di governo. Bakayoko è subentrato ad interim ed è stato confermato alla carica il 30 luglio 2020.

### Malattia e morte
Il 6 aprile 2020 precedente era risultato positivo al virus da COVID-19 e guarì 11 giorni dopo, ma si riammalò e contrasse la malaria. Dopo essersi recato in Germania per degli accertamenti medici, fu trasferito in condizioni critiche in un ospedale a Friburgo in Brisgovia il 6 marzo 2021, dove fu ricoverato per una forma di cancro. Morì il 10 marzo successivo, due giorni dopo il suo 56º compleanno; a darne l'annuncio è stato il presidente Ouattara tramite Twitter.